# Мортеза Мехрзад Селакьяни
Мортеза Мехрзад Селакьяни (перс. مرتضی مهرزاد سلاکجانی‎, англ. Morteza Mehrzad Selakjani; род. 1987) — иранский спортсмен-паралимпиец, выступающий в сидячем волейболе; самый высокий спортсмен за всю историю Паралимпиад.
Родился 17 сентября 1987 года в городе Чалус провинции Мазендеран.
Является самым высоким человеком в Иране и самым высоким паралимпийцем в истории. Его аномальный рост вызван заболеванием акромегалией — Мортеза имеет отклонение в длине ног, правая нога короче левой на 15 сантиметров, в 15 лет перестала расти после травмы.
На клубном уровне с 2015 года играет за иранский клуб Samen Al Hojjaj Sabzevar.
Выступал в качестве доигровщика за мужскую паралимпийскую волейбольную команду Ирана на Паралимпийских играх 2016 года в Рио-де-Жанейро; стал в финальном матче лучшим бомбардиром команды, набрав 28 очков.